# Werneria preussi
Werneria preussi е вид жаба от семейство Крастави жаби (Bufonidae). Видът е застрашен от изчезване.

## Разпространение
Разпространен е в Камерун.